# Lista över fornlämningar i Enköpings kommun (Fröslunda)
Lista över fornlämningar i Enköpings kommun (Fröslunda) är en förteckning av ett urval av de fornlämningar som finns i Fröslunda i Enköpings kommun.
| Namn                    | Lämningstyp                 | Tillkomsttid | Historisk indelning | Plats | Läge                 | ID-nr          | Bild                                      |
| ----------------------- | --------------------------- | ------------ | ------------------- | ----- | -------------------- | -------------- | ----------------------------------------- |
| Fröslunda 1:1           | Stensättning                |              | Fröslunda, Uppland  |       | 59.740689, 17.277764 | 10022500010001 | Ladda upp en bild av detta fornminne      |
| Fröslunda 3:1           | Gravfält                    |              | Fröslunda, Uppland  |       | 59.740866, 17.263487 | 10022500030001 | Ladda upp en bild av detta fornminne      |
| Fröslunda 4:1           | Stensättning                |              | Fröslunda, Uppland  |       | 59.738959, 17.242213 | 10022500040001 | Ladda upp en bild av detta fornminne      |
| Fröslunda 7:1           | Röse                        |              | Fröslunda, Uppland  |       | 59.733247, 17.243681 | 10022500070001 | Ladda upp en bild av detta fornminne      |
| Fröslunda 7:2           | Stensättning                |              | Fröslunda, Uppland  |       | 59.733344, 17.243674 | 10022500070002 | Ladda upp en bild av detta fornminne      |
| Fröslunda 8:1           | Hög                         |              | Fröslunda, Uppland  |       | 59.726245, 17.247954 | 10022500080001 | Ladda upp en bild av detta fornminne      |
| Fröslunda 9:1           | Hög                         |              | Fröslunda, Uppland  |       | 59.726963, 17.245865 | 10022500090001 | Ladda upp en bild av detta fornminne      |
| Fröslunda 10:1          | Hög                         |              | Fröslunda, Uppland  |       | 59.726763, 17.244912 | 10022500100001 | Ladda upp en bild av detta fornminne      |
| Fröslunda 11:1          | Hällristning                |              | Fröslunda, Uppland  |       | 59.721818, 17.247654 | 10022500110001 | Ladda upp en bild av detta fornminne      |
| Fröslunda 12:1          | Grav markerad av sten/block |              | Fröslunda, Uppland  |       | 59.718931, 17.253035 | 10022500120001 | Ladda upp en bild av detta fornminne      |
| Fröslunda 13:1          | Gravfält                    |              | Fröslunda, Uppland  |       | 59.721160, 17.248625 | 10022500130001 | Ladda upp en till bild av detta fornminne |
| Fröslunda 13:2          | Runristning                 |              | Fröslunda, Uppland  |       | 59.431623, 17.145494 | 10022500130002 | Ladda upp en till bild av detta fornminne |
| Fröslunda 15:1          | Stensättning                |              | Fröslunda, Uppland  |       | 59.720421, 17.254022 | 10022500150001 | Ladda upp en bild av detta fornminne      |
| Fröslunda 16:1          | Hällristning                |              | Fröslunda, Uppland  |       | 59.720242, 17.259469 | 10022500160001 | Ladda upp en bild av detta fornminne      |
| Fröslunda 17:1          | Stensättning                |              | Fröslunda, Uppland  |       | 59.720086, 17.260181 | 10022500170001 | Ladda upp en bild av detta fornminne      |
| Fröslunda 17:3          | Grav markerad av sten/block |              | Fröslunda, Uppland  |       | 59.719874, 17.260262 | 10022500170003 | Ladda upp en bild av detta fornminne      |
| Fröslunda 18:1          | Gravfält                    |              | Fröslunda, Uppland  |       | 59.723419, 17.260241 | 10022500180001 | Ladda upp en bild av detta fornminne      |
| Fröslunda 19:1          | Gravfält                    |              | Fröslunda, Uppland  |       | 59.726503, 17.258392 | 10022500190001 | Ladda upp en bild av detta fornminne      |
| Fröslunda 20:1          | Stensättning                |              | Fröslunda, Uppland  |       | 59.725486, 17.263264 | 10022500200001 | Ladda upp en bild av detta fornminne      |
| Fröslunda 22:1          | Stensättning                |              | Fröslunda, Uppland  |       | 59.725609, 17.268516 | 10022500220001 | Ladda upp en bild av detta fornminne      |
| Fröslunda 22:2          | Stensättning                |              | Fröslunda, Uppland  |       | 59.725278, 17.268393 | 10022500220002 | Ladda upp en bild av detta fornminne      |
| Fröslunda 22:3          | Stensättning                |              | Fröslunda, Uppland  |       | 59.725202, 17.268629 | 10022500220003 | Ladda upp en bild av detta fornminne      |
| Fröslunda 24:1          | Hällristning                |              | Fröslunda, Uppland  |       | 59.721844, 17.267471 | 10022500240001 | Ladda upp en bild av detta fornminne      |
| Fröslunda 25:1          | Hällristning                |              | Fröslunda, Uppland  |       | 59.717603, 17.264627 | 10022500250001 | Ladda upp en bild av detta fornminne      |
| Knösen (Fröslunda 26:1) | Gravfält                    |              | Fröslunda, Uppland  |       | 59.716312, 17.261796 | 10022500260001 | Ladda upp en bild av detta fornminne      |
| Fröslunda 27:1          | Röse                        |              | Fröslunda, Uppland  |       | 59.731894, 17.291989 | 10022500270001 | Ladda upp en bild av detta fornminne      |
| Fröslunda 28:1          | Hällristning                |              | Fröslunda, Uppland  |       | 59.728360, 17.292814 | 10022500280001 | Ladda upp en bild av detta fornminne      |
| Fröslunda 29:1          | Gravfält                    |              | Fröslunda, Uppland  |       | 59.730067, 17.288132 | 10022500290001 | Ladda upp en bild av detta fornminne      |
| Fröslunda 33:1          | Stensättning                |              | Fröslunda, Uppland  |       | 59.714624, 17.280764 | 10022500330001 | Ladda upp en bild av detta fornminne      |
| Fröslunda 34:1          | Hällristning                |              | Fröslunda, Uppland  |       | 59.721826, 17.292291 | 10022500340001 | Ladda upp en bild av detta fornminne      |
| Fröslunda 37:1          | Gravfält                    |              | Fröslunda, Uppland  |       | 59.712318, 17.283852 | 10022500370001 | Ladda upp en bild av detta fornminne      |
| Fröslunda 38:1          | Grav markerad av sten/block |              | Fröslunda, Uppland  |       | 59.710653, 17.285316 | 10022500380001 | Ladda upp en bild av detta fornminne      |
| Fröslunda 39:1          | Hög                         |              | Fröslunda, Uppland  |       | 59.705824, 17.295700 | 10022500390001 | Ladda upp en bild av detta fornminne      |
| Fröslunda 42:1          | Stensättning                |              | Fröslunda, Uppland  |       | 59.714229, 17.281336 | 10022500420001 | Ladda upp en bild av detta fornminne      |
| Fröslunda 42:2          | Stensättning                |              | Fröslunda, Uppland  |       | 59.714104, 17.281111 | 10022500420002 | Ladda upp en bild av detta fornminne      |
| Fröslunda 42:3          | Stensättning                |              | Fröslunda, Uppland  |       | 59.714280, 17.281601 | 10022500420003 | Ladda upp en bild av detta fornminne      |
| Fröslunda 43:1          | Runristning                 |              | Fröslunda, Uppland  |       | 59.709041, 17.277372 | 10022500430001 | Ladda upp en bild av detta fornminne      |
| Fröslunda 44:1          | Gravfält                    |              | Fröslunda, Uppland  |       | 59.709283, 17.276540 | 10022500440001 | Ladda upp en bild av detta fornminne      |
| Fröslunda 45:1          | Runristning                 |              | Fröslunda, Uppland  |       | 59.701437, 17.288099 | 10022500450001 | Ladda upp en till bild av detta fornminne |
| Fröslunda 48:1          | Hög                         |              | Fröslunda, Uppland  |       | 59.692599, 17.275197 | 10022500480001 | Ladda upp en bild av detta fornminne      |
| Fröslunda 49:1          | Hög                         |              | Fröslunda, Uppland  |       | 59.697303, 17.269990 | 10022500490001 | Ladda upp en bild av detta fornminne      |
| Fröslunda 50:1          | Hällristning                |              | Fröslunda, Uppland  |       | 59.697143, 17.272939 | 10022500500001 | Ladda upp en bild av detta fornminne      |
| Fröslunda 51:1          | Gravfält                    |              | Fröslunda, Uppland  |       | 59.698390, 17.271426 | 10022500510001 | Ladda upp en bild av detta fornminne      |
| Fröslunda 53:1          | Stensättning                |              | Fröslunda, Uppland  |       | 59.711029, 17.285574 | 10022500530001 | Ladda upp en bild av detta fornminne      |
| Fröslunda 55:1          | Stensättning                |              | Fröslunda, Uppland  |       | 59.721558, 17.250662 | 10022500550001 | Ladda upp en bild av detta fornminne      |
| Fröslunda 57:1          | Grav- och boplatsområde     |              | Fröslunda, Uppland  |       | 59.721476, 17.257631 | 10022500570001 | Ladda upp en bild av detta fornminne      |
| Fröslunda 58:1          | Stensättning                |              | Fröslunda, Uppland  |       | 59.727332, 17.258533 | 10022500580001 | Ladda upp en bild av detta fornminne      |
| Fröslunda 60:1          | Hög                         |              | Fröslunda, Uppland  |       | 59.715217, 17.284860 | 10022500600001 | Ladda upp en bild av detta fornminne      |
| Fröslunda 60:2          | Stensättning                |              | Fröslunda, Uppland  |       | 59.715319, 17.284925 | 10022500600002 | Ladda upp en bild av detta fornminne      |
| Fröslunda 60:3          | Stensättning                |              | Fröslunda, Uppland  |       | 59.715158, 17.284564 | 10022500600003 | Ladda upp en bild av detta fornminne      |
| Fröslunda 61:1          | Hällristning                |              | Fröslunda, Uppland  |       | 59.721215, 17.258691 | 10022500610001 | Ladda upp en bild av detta fornminne      |
| Fröslunda 61:2          | Hällristning                |              | Fröslunda, Uppland  |       | 59.721280, 17.258655 | 10022500610002 | Ladda upp en bild av detta fornminne      |
| Fröslunda 62:1          | Hällristning                |              | Fröslunda, Uppland  |       | 59.723573, 17.270128 | 10022500620001 | Ladda upp en bild av detta fornminne      |
| Fröslunda 66:2          | Hällristning                |              | Fröslunda, Uppland  |       | 59.721677, 17.260407 | 10022500660002 | Ladda upp en bild av detta fornminne      |
| Fröslunda 68:1          | Stensättning                |              | Fröslunda, Uppland  |       | 59.739560, 17.241304 | 10022500680001 | Ladda upp en bild av detta fornminne      |
| Fröslunda 76:1          | Stensättning                |              | Fröslunda, Uppland  |       | 59.733247, 17.295037 | 10022500760001 | Ladda upp en bild av detta fornminne      |
| Fröslunda 82:1          | Stensättning                |              | Fröslunda, Uppland  |       | 59.722585, 17.257975 | 10022500820001 | Ladda upp en bild av detta fornminne      |
| Fröslunda 82:2          | Stensättning                |              | Fröslunda, Uppland  |       | 59.722972, 17.257915 | 10022500820002 | Ladda upp en bild av detta fornminne      |
| Fröslunda 82:3          | Stensättning                |              | Fröslunda, Uppland  |       | 59.722984, 17.257741 | 10022500820003 | Ladda upp en bild av detta fornminne      |
| Fröslunda 82:4          | Stensättning                |              | Fröslunda, Uppland  |       | 59.722956, 17.257505 | 10022500820004 | Ladda upp en bild av detta fornminne      |
| Fröslunda 83:1          | Stensättning                |              | Fröslunda, Uppland  |       | 59.723875, 17.258809 | 10022500830001 | Ladda upp en bild av detta fornminne      |
| Fröslunda 84:1          | Hällristning                |              | Fröslunda, Uppland  |       | 59.716943, 17.262690 | 10022500840001 | Ladda upp en bild av detta fornminne      |
| Fröslunda 85:1          | Gravfält                    |              | Fröslunda, Uppland  |       | 59.717443, 17.262089 | 10022500850001 | Ladda upp en bild av detta fornminne      |
| Fröslunda 86:1          | Hällristning                |              | Fröslunda, Uppland  |       | 59.717991, 17.263806 | 10022500860001 | Ladda upp en bild av detta fornminne      |
| Fröslunda 87:1          | Hällristning                |              | Fröslunda, Uppland  |       | 59.717112, 17.263816 | 10022500870001 | Ladda upp en bild av detta fornminne      |
| Fröslunda 90:1          | Runristning                 |              | Fröslunda, Uppland  |       | 59.720941, 17.268777 | 10022500900001 | Ladda upp en bild av detta fornminne      |
| Fröslunda 94:1          | Stensättning                |              | Fröslunda, Uppland  |       | 59.722866, 17.259528 | 10022500940001 | Ladda upp en bild av detta fornminne      |
| Fröslunda 95:1          | Stensättning                |              | Fröslunda, Uppland  |       | 59.724066, 17.245835 | 10022500950001 | Ladda upp en bild av detta fornminne      |
| Fröslunda 95:2          | Stensättning                |              | Fröslunda, Uppland  |       | 59.724053, 17.245602 | 10022500950002 | Ladda upp en bild av detta fornminne      |
| Fröslunda 96:1          | Stensättning                |              | Fröslunda, Uppland  |       | 59.721401, 17.251865 | 10022500960001 | Ladda upp en bild av detta fornminne      |
| Fröslunda 97:1          | Hällristning                |              | Fröslunda, Uppland  |       | 59.720021, 17.260800 | 10022500970001 | Ladda upp en bild av detta fornminne      |
| Fröslunda 105:1         | Stensättning                |              | Fröslunda, Uppland  |       | 59.716177, 17.285488 | 10022501050001 | Ladda upp en bild av detta fornminne      |
| Fröslunda 105:2         | Stensättning                |              | Fröslunda, Uppland  |       | 59.716126, 17.285286 | 10022501050002 | Ladda upp en bild av detta fornminne      |
| Fröslunda 105:3         | Stensättning                |              | Fröslunda, Uppland  |       | 59.715992, 17.285361 | 10022501050003 | Ladda upp en bild av detta fornminne      |